# Tahiti
Tahiti (кор. 타히티, стилізовано під TAHITI, укр. Таїті) — південнокорейський жіночий поп-гурт з п'яти дівчат, створений Dream Star Entertainment в 2012 році. Гурт дебютував 23 липня 2012 року, з піснею «Tonight». Їхній фан-клуб носить назву «Чорна перлина» (англ. Black Pearl). Гурт був офіційно розформований 25 липня 2018 року.

## Кар'єра

### До дебюту
Перед офіційним дебютом гурту Tahiti виходило реаліті-шоу в стилі ситкому під назвою Ta-Dah! It's Tahiti з їхнім оригінальним складом. Трансляція шоу почалася 14 квітня 2012 року і воно виходило на телеканалах Південної Кореї, Китаю, Японії, Тайваню, Малайзії, Індонезії, Філіппін і Сінгапуру.
Після завершення Ta-Dah! It's Tahiti, було оголошено, що Арі та Ханхі покинули гурт, і їх замінять Єин і Кізі.

### 2012: Дебют, зміна складу,Hasta LuegoіPretty Face
23 липня 2012 року Tahiti випустили свій дебютний сингл «Tonight». Промо-кампанія синглу почалася 25 липня 2012 року на Show Champion.
У жовтні Tahiti оприлюднили відео-тизери та зображення свого майбутнього синглу «Hasta Luego», з яких стало відомо, що Єин, Кізі та Іджей більше не входять до складу гурту. Трьох учасниць замінили на Джін, Місо та Арі, остання з яких покинула гурт до офіційного дебюту. Єин та Кізі знову дебютували в 2015 році як R&B-дует Verry під псевдонімами Сіна і Сома відповідно. Кізі також випустила сольний альбом під назвою Somablu. 31 жовтня 2012 року гурт випустив сингл «Hasta Luego», за яким 2 грудня 2012 року було випущено пісню «Pretty Face».

### 2013: перші виступи закордоном,Five Beats of Heartsі відсутність Джін
19 січня 2013 року Tahiti виступили в SM Mall of Asia Open Grounds на Філіппінах, де вони виступали з Girls' Generation, Exo, U-KISS, Infinite і Tasty. Цей концерт став першим виступом Tahiti за кордоном. Гурт також з'явився на філіппінському вечірньому шоу Gandang Gabi Vice як гість. Вони також з'явилися на філіппінському музичному шоу ASAP і телешоу It's Showtime.
11 березня 2013 року Tahiti випустили пісню «Don't Know, Don't Know», що увійшла до саундтреку південнокорейського телесеріалу «Ти найкращий, Лі Сун-шин», де вони також знялися в епізодичній ролі.
23 липня 2013 року Tahiti відсвяткували свою першу річницю та майбутній випуск мініальбому, влаштувавши презентацію. 25 липня 2013 року гурт випустив свій перший мініальбом Five Beats of Hearts із супровідним музичним відео на пісню «Love Sick». Джін не брала участі в музичному кліпі чи живих виступах на «Love Sick» через сексуальний характер концепції, оскільки вона була неповнолітньою.

### 2014: Зміни в складі та «Oppa, You're Mine»
4 червня 2014 Dream Star Entertainment оголосили, що Чонбін не братиме участі в запланованій діяльності гурту через проблеми зі здоров'ям. Компанія не уточнила, чи буде її відсутність тимчасовою чи постійною.
10 червня 2014 року Tahiti оголосили про випуск свого третього синглу «Oppa, You're Mine» через тизер музичного відео. Тизер продемонстрував нову учасницю гурту Джеррі. Музичне відео було випущено наступного дня.

### 2015:Fall Into Temptation, японський дебют і «Skip»
4 січня 2015 року Tahiti оголосили про випуск другого мініальбому Fall Into Temptation через тизер. Чонбін і Джін також не брали участі в цьому поверненні, а їхні офіційні акаунти в Twitter були неактивними, що змусило фанатів припустити, що вони залишили гурт, хоча компанія ніколи не робила офіційної заяви щодо цього. 12 березня Tahiti випустили свій перший мініальбом в Японії.
8 листопада 2015 року Tahiti повернулися з четвертим синглом «Skip».

### 2016—2018: «I Want to Know Your Mind», відхід Джісу і розпуск
23 травня 2016 року вони випустили свій 5-й сингл «I Want To Know Your Mind» (알쏭달쏭).
16 березня 2017 року Джісу повідомила, що у неї діагностували депресію та панічний розлад, а 8 грудня того ж року оголосила, що залишає гурт.
25 липня 2018 року учасниця Джеррі оголосила, що Tahiti розпалися.

## Учасниці
| Сценічне ім'я                | Сценічне ім'я                | Сценічне ім'я                | Справжнє ім'я                | Справжнє ім'я                | Справжнє ім'я                | Дата народження              | Позиція в гурті                    |
| Українською                  | Латиницею                    | Хангилем                     | Українською                  | Латиницею                    | Хангилем                     | Дата народження              | Позиція в гурті                    |
| Останній дійсний склад гурту | Останній дійсний склад гурту | Останній дійсний склад гурту | Останній дійсний склад гурту | Останній дійсний склад гурту | Останній дійсний склад гурту | Останній дійсний склад гурту | Останній дійсний склад гурту       |
| ---------------------------- | ---------------------------- | ---------------------------- | ---------------------------- | ---------------------------- | ---------------------------- | ---------------------------- | ---------------------------------- |
| Міндже                       | Minjae                       | 민재                         | Шин Міндже                   | Shin Minjae                  | 신민재                       | 13 серпня 1991 (33 роки)     | Лідерка, вокалістка                |
| Арі                          | Ari                          | 아리                         | Кім Соньон                   | Kim Sunyoung                 | 김선영                       | 23 жовтня 1994 (30 років)    | Вокалістка, реперка, макне         |
| Джеррі                       | Jerry                        | 제리                         | Ан Сохьон                    | Ahn Sohyun                   | 안소현                       | 27 серпня 1992 (32 роки)     | Головна вокалістка                 |
| Місо                         | Miso                         | 미소                         | Пак Місо                     | Park Miso                    | 박미소                       | 4 квітня 1991 (33 роки)      | Ведуча вокалістка                  |
| Колишні учасниці             |                              |                              |                              |                              |                              |                              |                                    |
| Джісу                        | Jisoo                        | 지수                         | Шин Джісу                    | Shin Jisoo                   | 신지수                       | 28 лютого 1994 (31 рік)      | Вокалістка                         |
| Чонбін                       | Jungbin                      | 정빈                         | Юн Чонбін                    | Yoonjung Bin                 | 윤정빈                       | 2 квітня 1990 (34 роки)      | Лідерка, вокалістка                |
| Іджей                        | EJ                           | 이제이                       | Хо Инчон                     | Heo Eunjung                  | 허은정                       | 20 жовтня 1990 (34 роки)     | Реперка                            |
| Кізі                         | Keezy                        | 키지                         | Лі Дасом                     | Lee Dasom                    | 이다솜                       | 28 листопада 1992 (32 роки)  | Головна вокалістка, реперка        |
| Єин                          | Yeeun                        | 예은                         | Сін Єин                      | Shin Ye Eun                  | 신예은                       | 25 грудня 1993 (31 рік)      | Вокалістка                         |
| Джін                         | Jin                          | 진                           | Чон Джінхі                   | Jo Jin Hee                   | 조진희                       | 9 жовтня 1996 (28 років)     | Головна реперка, вокалістка, макне |

## Дискографія

### Мініальбоми
| Назва                                                                            | Деталі альбому                                                                              | Пікові позиції у чартах | Продажі                                 |
| Назва                                                                            | Деталі альбому                                                                              | KOR                     | Продажі                                 |
| -------------------------------------------------------------------------------- | ------------------------------------------------------------------------------------------- | ----------------------- | --------------------------------------- |
| Five Beats of Hearts                                                             | - Реліз: 25 липня 2013 - Лейбл: Dream Star Entertainment - Формат: CD, цифрове завантаження | 10                      | - Південна Корея: 2,031                 |
| Fall Into Temptation                                                             | - Реліз: 13 січня 2015 - Лейбл: Dream Star Entertainment - Формат: CD, цифрове завантаження | 9                       | - Південна Корея: 1,227 - Японія: 3,208 |
| «—» релізи, що не потрапили у чарти або не були випущені у відповідних регіонах. |                                                                                             |                         |                                         |

### Сингли
| Назва                                                                            | Рік  | Пікові позиції у чартах | Пікові позиції у чартах | Продажі                  | Альбом               |
| Назва                                                                            | Рік  | KOR                     | KOR Hot 100             | Продажі                  | Альбом               |
| -------------------------------------------------------------------------------- | ---- | ----------------------- | ----------------------- | ------------------------ | -------------------- |
| «Tonight»                                                                        | 2012 | 102                     | —                       | Н/Д                      | Five Beats of Hearts |
| «Hasta Luego»                                                                    | 2012 | 198                     | —                       | Н/Д                      | Five Beats of Hearts |
| «Love Sick»                                                                      | 2013 | 70                      | 56                      | Н/Д                      | Five Beats of Hearts |
| «Oppa, You're Mine» (오빤 내꺼)                                                  | 2014 | 110                     | —                       | Н/Д                      | Fall Into Temptation |
| «Phone Number»                                                                   | 2015 | —                       | —                       | Н/Д                      | Fall Into Temptation |
| «Skip»                                                                           | 2015 | 282                     | —                       | - Південна Корея: 5,076+ | Skip                 |
| «I Want To Know Your Mind» (알쏭달쏭)                                            | 2016 | 371                     | —                       | - Південна Корея: 3,614+ | S-The Secret         |
| «—» релізи, що не потрапили у чарти або не були випущені у відповідних регіонах. |      |                         |                         |                          |                      |

### Саундтреки
| Назва                                                                            | Рік  | Пікові позиції у чартах | Пікові позиції у чартах | Продажі | Альбом                             |
| Назва                                                                            | Рік  | KOR                     | KOR Hot 100             | Продажі | Альбом                             |
| -------------------------------------------------------------------------------- | ---- | ----------------------- | ----------------------- | ------- | ---------------------------------- |
| «Do not know» (몰라몰라)                                                         | 2013 | —                       | —                       | Н/Д     | You're the Best, Lee Soon-shin OST |
| «It'll be great.» (참 좋을거야)                                                  | 2015 | —                       | —                       | Н/Д     | Way To Go, Rose OST                |
| «My Prince»                                                                      | 2016 | —                       | —                       | Н/Д     | The Dearest Lady OST               |
| «—» релізи, що не потрапили у чарти або не були випущені у відповідних регіонах. |      |                         |                         |         |                                    |